# 螢光星衫魚
螢光星衫魚（学名：Astronesthes lucifer）为星衫鱼科星衫鱼属的其中一個種。分布于中太平洋和西太平洋，如夏威夷、日本、帝汶海、台湾岛以及东海冲绳海槽等，该物种的模式产地在夏威夷附近。為深海魚類，棲息深度25-704公尺，體長可達12公分。